# Rothwald

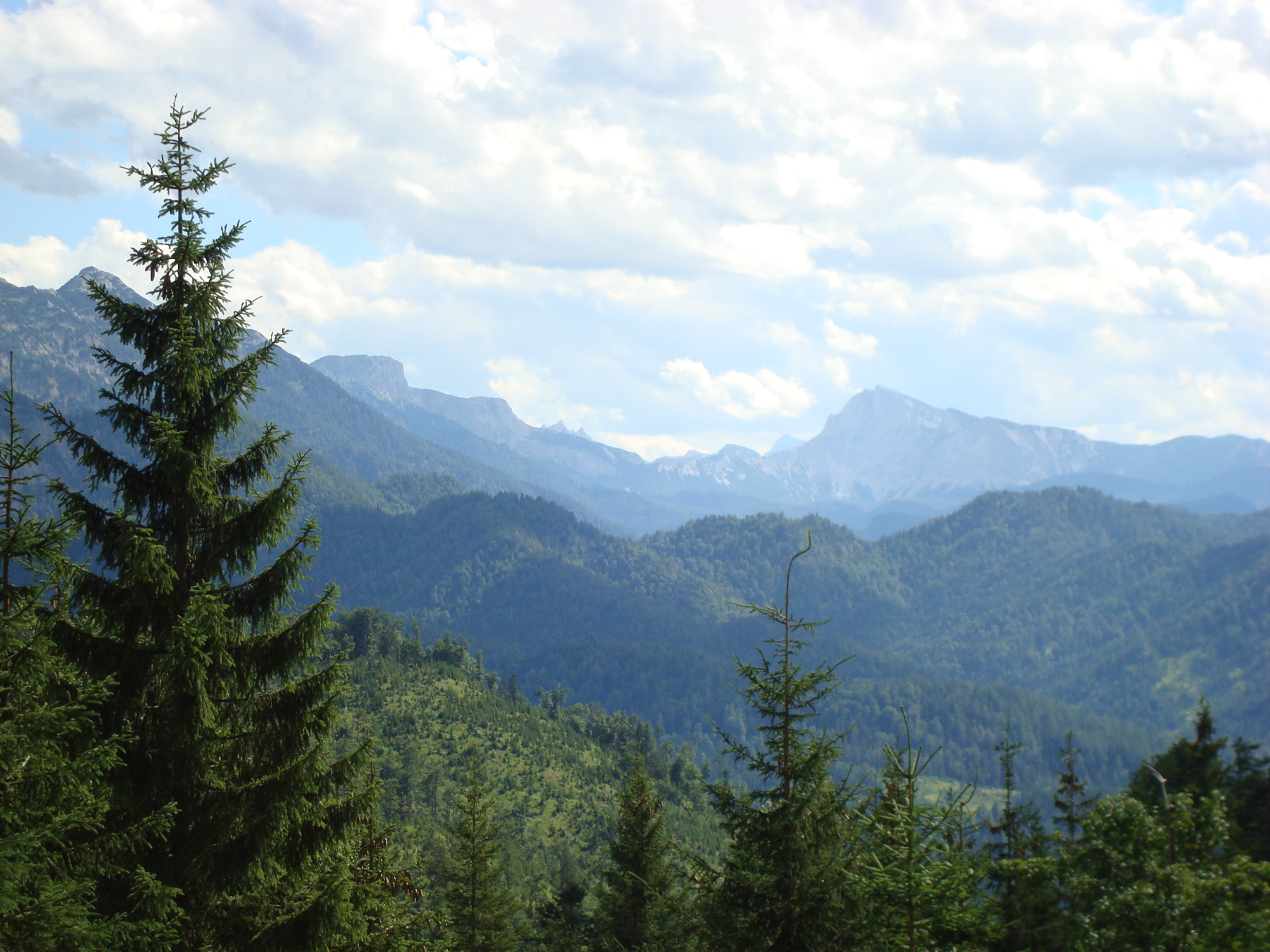
Südlicher Rothwald, Blick nach Süden über das Lassingtal zur Hochschwabgruppe

Der Rothwald (auch Rotwald) ist ein 4 km² (400 ha) großes, teilweise naturbelassenes Waldgebiet in den Niederösterreichischen Kalkalpen, südlich und südöstlich des Dürrenstein-Massivs. Es liegt am Südrand der Region Eisenwurzen bzw. des Bezirkes Scheibbs bis in die Steiermark hinein. Der ursprünglichste Teil des Rothwaldes ist der „Urwald Rothwald“, ein etwa 4 km² großer Primärwald im Gemeindegebiet von Gaming. Dieser Urwald ist das Kernstück eines der beiden Wildnisgebiete in Österreich der Kategorie Ia und Ib der International Union for Conservation of Nature and Natural Resources (IUCN). Das Wildnisgebiet Dürrenstein-Lassingtal mit seinen derzeit 70 km² Fläche umfasst Teile des Rothwaldes und erstreckt sich vom niederösterreichischen Dürrensteinmassiv bis zur Einmündung des Lassingbachs in die steirische Salza.

## Lage und Entwicklung des Schutzgebietes

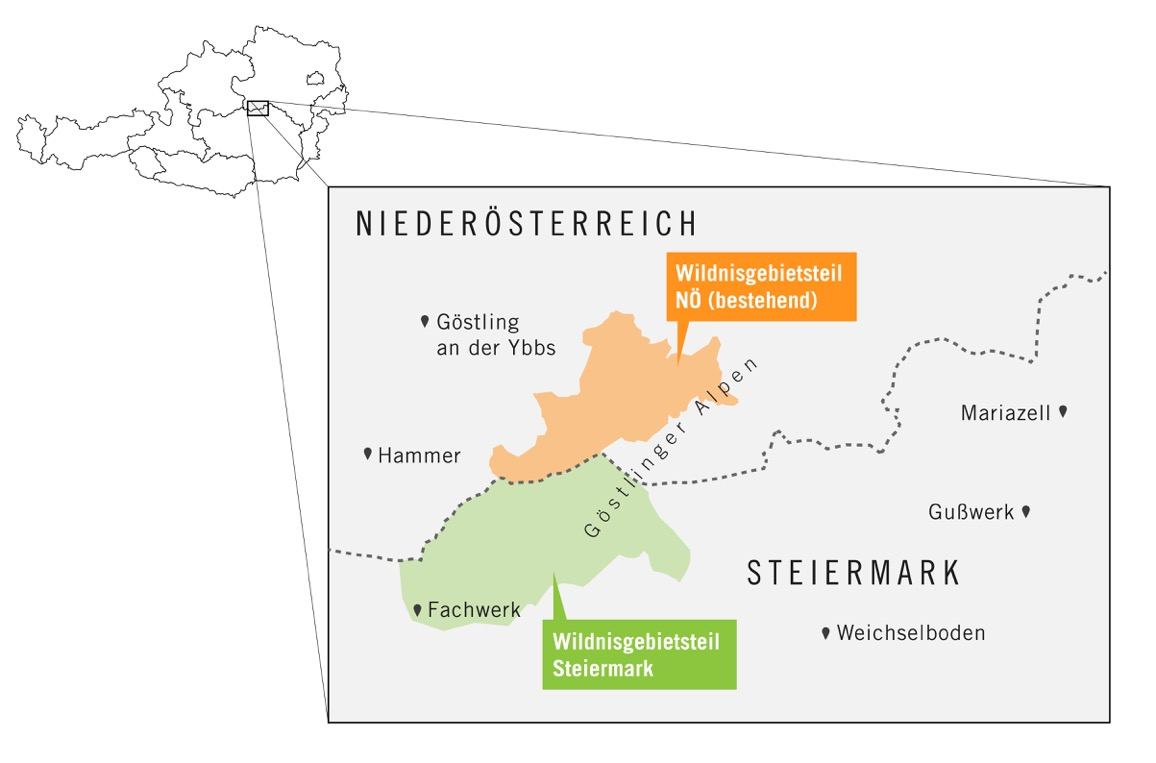
Wildnisgebiet Dürrenstein–Lassingtal

Das streng geschützte Naturschutzgebiet schließt im Ostteil den Kleinen und den Großen Urwald mit zusammen fast 500 ha, die nie forstwirtschaftlich genutzt wurden, ein. Dieser für Österreich einzigartige Zustand kam durch die abgelegene Lage, die Besitzverhältnisse und einen jahrhundertelangen Grenzstreit zustande. Der erste Eigentümer war die Kartause Gaming. Für diese war das Gebiet eine orographische Exklave hinter der Wasserscheide am Dürrenstein, was eine Holzbringung erschwerte. Nach der Auflösung des Kartäuserklosters durch Joseph II. 1782 wurde das Gebiet verstaatlicht und erst 1825 wieder privatisiert und an die Grafen Festetics verkauft, die auch das Waldgebiet forstlich durch eine Waldbahn an die Klause an der Weißen Ois anzuschließen versuchten, was sich aber als unwirtschaftlich herausstellte. Nach weiteren Besitzerwechseln ab 1864 wurde es 1875 an die Familie Rothschild verkauft, die den Urwaldbereich völlig unberührt ließ.
Im Sinne des heutigen Umweltschutzes entschloss sich Albert Rothschild 1875, das Gebiet auch weiterhin als Primärwald für die Nachwelt zu erhalten.
Vom Land Niederösterreich wurde 1997 gemeinsam mit den Grundeigentümern, der damals Rothschild’schen Forstverwaltung Langau und der Österreichischen Bundesforste-AG, Naturwälder ein Schutzgebiet im Ausmaß von 2.400 Hektar abgesichert und 1997–2001 im Rahmen eines LIFE-Projektes der EU unter wissenschaftlicher Begleitung der Wiener Universität für Bodenkultur  die Anerkennung als Wildnisgebiet Dürrenstein vorbereitet. Ende 2002 wurde durch das Land Niederösterreich dauerhaft zum Naturschutzgebiet erklärt und im Folgejahr international von der IUCN als bisher einziges Wildnisgebiet Österreichs der Kategorie I anerkannt.
Der Urwaldbereich liegt in einer weiten Mulde hinter den Dürrenstein-Gipfeln in einer Höhenlage von etwa 900 bis 1300 Meter. Dieses Gebiet wird vom Rothaus- und Moderbach entwässert. Im gesamten Schutzgebiet besteht ein Wegegebot, aber es sind nur wenige ehemalige Forstwege und markierte Steige, die von Individualbesuchern benutzt werden dürfen, vorhanden. Der größere Westteil auf dem Grundbesitz der Österreichischen Bundesforste AG erstreckt sich nach der Flächenerweiterung um etwa 100 ha im Jahr 2013 nun bis zur steirischen Grenze zwischen Hochkirch (1468 m ü. A.) und Ringkogel (1668 m ü. A.).
Den Namen Rothwald trug ursprünglich (lange bevor Rothschild das Gebiet kaufte) der Süden des Gebietes, wo jenseits des Grenzbaches auf steirischer Seite das bewaldete Gelände langsam zum Massiv der Kräuterin ansteigt. Auch das unmittelbar nördlich des Lassingbaches (der Grenze nach Niederösterreich) befindliche Forsthaus und Weiler trägt diesen Namen (die immer wieder geäußerte Vermutung, der Rothwald habe seinen Namen von Rothschild, ist daher unzutreffend).
Erwähnenswert sind auch die Rothschildhäuser, die sich in der weiteren Umgebung des Wildnisgebietes befinden.
2017 wurden der Urwald Rothwald und Teile des Nationalparks Kalkalpen mit anderen Wäldern Europas zum UNESCO-Weltnaturerbe Buchenurwälder und Alte Buchenwälder der Karpaten und anderer Regionen Europas erhoben.
Am 26. Jänner 2019 berichtete die Wiener Zeitung, dass die Familie Rothschild ihre letzten Besitzungen in Österreich zu verkaufen beabsichtige, unter anderem Waldflächen in der Größe von 7.000 Hektar, die auch den Urwald Rothwald (400 Hektar) beinhalten. Der Kaufpreis lag angeblich bei 190 Millionen Euro, der Käufer ist die Familie Prinzhorn.